# Iniciativa de alfombras DOBAG
Iniciativa de alfombras DOBAG es el acrónimo en idioma turco de Doğal Boya Araştırma ve Geliştirme Projes: un proyecto de investigación y desarrollo de colorantes naturales. El proyecto tiene como objetivo revivir el arte tradicional turco del tejido de alfombras. Proporciona a los habitantes de las aldeas rurales de Anatolia, y en su mayoría a las mujeres, una fuente regular de ingresos. La iniciativa DOBAG marca el retorno a la producción tradicional de alfombras mediante el uso de lana tejida a mano y  teñida con colores naturales, que posteriormente se adoptó en otros países productores de alfombras.

## Antecedentes e historia
El proyecto DOBAG comenzó en 1981, dirigido por Harald Boehmer (1931-2017), un profesor alemán de química y biología que trabaja en Estambul. Se centró en los análisis químicos de los tintes de alfombras tejidas antiguas, como las exhibidas en el Museo de Arte Turco e Islámico, en el distrito Eminönü de Estambul.

### Uso de tintes sintéticos en alfombras orientales
Los tintes sintéticos se descubrieron hacia finales del siglo XIX. Hasta entonces, la lana utilizada para tejer alfombras estaba teñida con tintes tradicionales hechos de plantas, insectos y minerales. Los tintes sintéticos eran baratos y fáciles de usar, y por tanto reemplazaron a los tradicionales poco después de que salieran al mercado. Los historiadores del arte occidental informaron sobre la inestabilidad a la luz y la humedad de las alfombras con tintes sintéticos. [4] [5] El efecto estético en las alfombras orientales con colores sintéticos fue descrito en 1952 por Edwards: «En una alfombra nueva, los colores [sintéticos] tienen una apariencia dura y metálica, en una vieja, están apagados y muertos ». [6] Para tener éxito comercial, las alfombras teñidas sintéticamente debían ser tratadas químicamente antes de que salieran a la venta.

### Análisis de tintes naturales

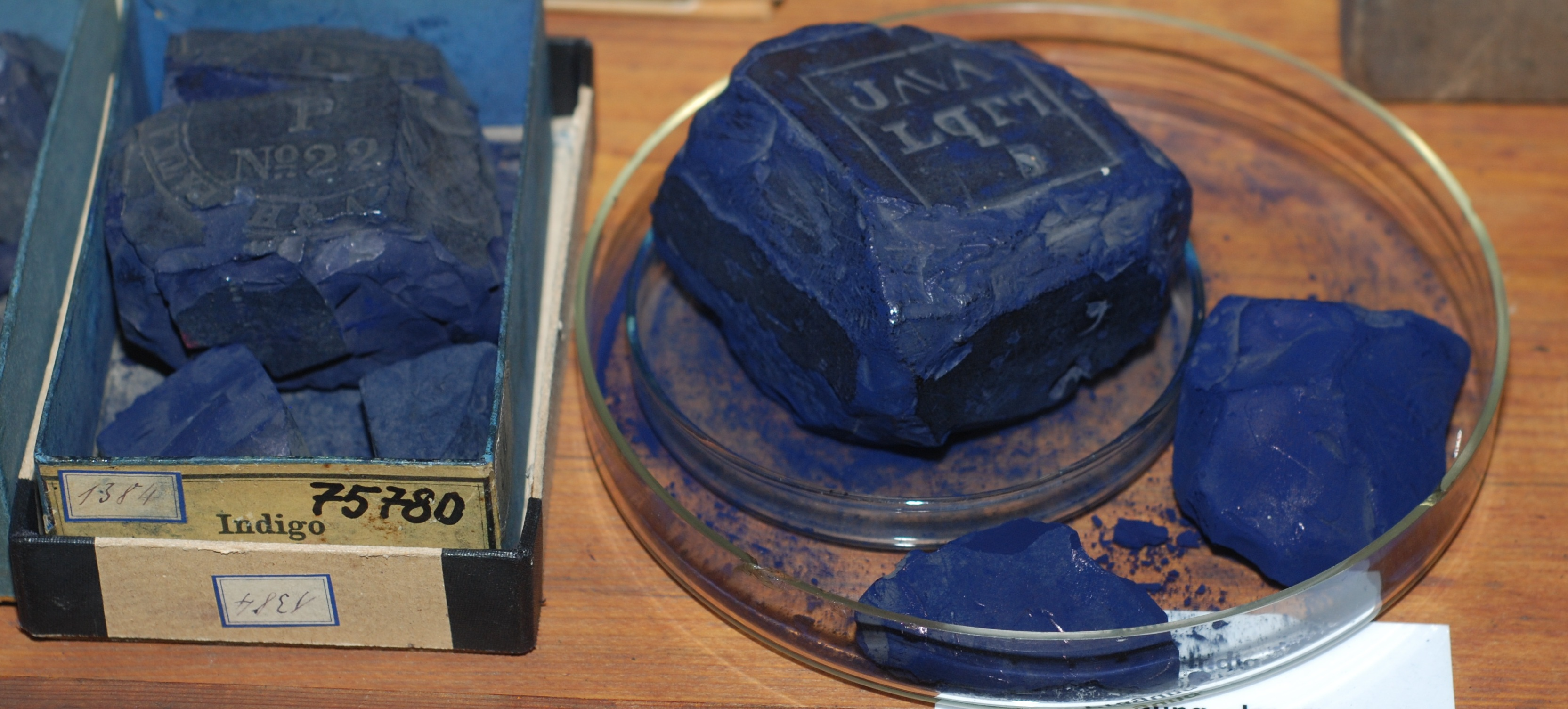
Añil, colección histórica de tintes de la Universidad Técnica de Dresde, Alemania.

El análisis de los tintes de la lana de alfombra ya fue sugerido por Edwards en 1953, como un medio para establecer la procedencia de las alfombras de época. En 1982, Boehmer publicó su trabajo sobre muestras de lana de alfombras antiguas, utilizando una cromatografía de capa fina. Al comparar los cromatogramas de las muestras tanto de lana de alfombra como de plantas que se sabía que habían usado para el teñido, se identificaron los componentes del tinte natural y se recrearon los procedimientos de teñido de forma experimental posteriormente.
En 1981, el proyecto DOBAG inició una cooperación con la Universidad de Marmara de Estambul. La primera demostración de técnicas tradicionales de teñido tuvo lugar en algunas aldeas del área de Ayvacik, provincia de Çanakkale. La región fue elegida por su larga y continua tradición de tejido de alfombras. Más tarde, otra rama del proyecto se inició en la región de Yuntdağ, al sur de Bergama, donde se estableció la primera cooperativa de mujeres en Turquía dentro del Proyecto DOBAG.

### Enfoque de DOBAG la fabricación de alfombras

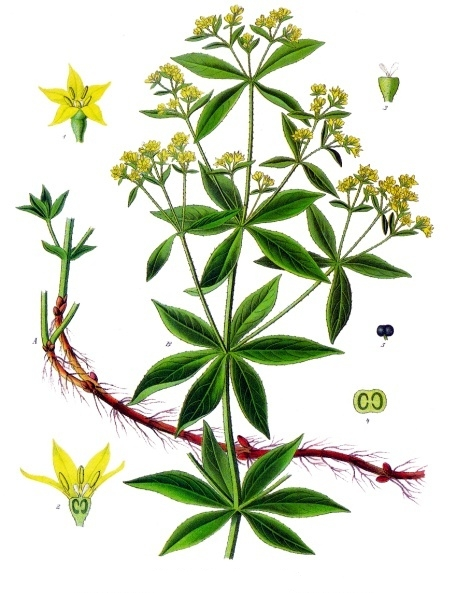
Planta Rubia tinctorum, colorante natural rojo.

Las alfombras DOBAG están tejidas con nudos turcos. Las urdimbres y tramas están hechas de lana de oveja, el tejido con pelo consiste en lana hecha a mano, teñida localmente con tintes naturales preparados de acuerdo con las recetas restablecidas experimentalmente. No se aplica ningún tratamiento químico después de que la alfombra ha sido terminada.
De acuerdo con estos análisis, los colorantes naturales utilizados en las alfombras DOBAG incluyen:
- Rojo de raíces Madder (Rubia tinctorum).
- Amarillo de las plantas, incluida la cebolla (Allium cepa), varias especies de manzanilla (Anthemis, Matricaria chamomilla) y Euphorbia.
- Negro, manzanas de roble, bellotas de roble, Sumac.
- Verde por doble teñido con añil y colorante amarillo
- Naranja por teñido doble con colorante rojo y amarillo
- Azul, añil obtenido de Indigofera tinctoria.[5][8]